# Discoverer 24
Discoverer 24 – amerykański satelita wywiadowczy. Stanowił część tajnego programu CORONA. Był to trzeci statek w kolejnej serii statków Discoverer, KH-5 ARGON. Nie dotarł na orbitę z powodu usterki elektrycznej w systemie kierowania lotem rakiety nośnej Thor Agena B.

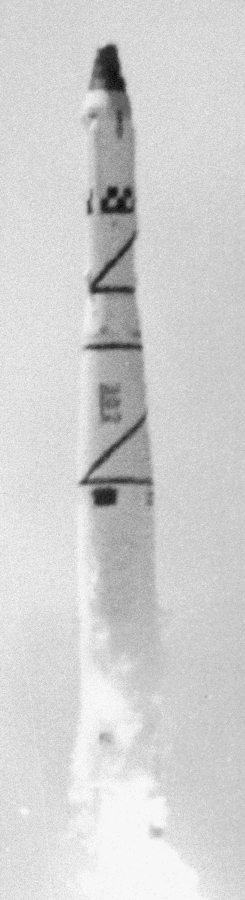
Moment startu rakiety Thor Agena B z satelitą Discoverer 24